# Лонгъюган
Лонгъюган (Лонг-Юган, хант. Лоңгх ёхан) — посёлок в Надымском районе Ямало-Ненецкого автономного округа России.

## География
Расположен на реке Хейгияха (она же Лонгъюган), притоке реки Надым. В переводе с хантыйского языка название посёлка означает «река святых духов».

## История
Основан в 1972 году в связи со строительством газокомпрессорной станции на газопроводе Надым — Пунга — Ивдель. Прежде на этом месте располагалось стойбище хантов-оленеводов. 24 марта 1978 года решением исполнительного комитета Тюменского областного совета народных депутатов образован Лонгъюганский сельсовет. 24 марта отмечается как день посёлка.
В 1994-2003 годы был проложен газопровод Лонгъюган — Салехард — Лабытнанги — Харп.
С 2005 до 2020 гг. образовывал сельское поселение посёлок Лонгъюган, упразднённое в связи с преобразованием муниципального района в муниципальный округ.

## Население
| 1989  | 2002  | 2010  | 2011  | 2012  | 2013  | 2014  |
| ----- | ----- | ----- | ----- | ----- | ----- | ----- |
| 1083  | ↗1474 | ↗1521 | ↘1515 | ↗1557 | ↘1457 | ↘1365 |
| 2015  | 2016  | 2017  | 2018  | 2019  | 2021  |       |
| ↗1366 | ↘1335 | ↗1360 | ↗1375 | ↘1327 | ↗1783 |       |

## Экономика
Большинство жителей посёлка работают на Лонг-Юганском линейном производственном управлении магистральных газопроводов (ЛПУМГ) ООО «Газпром трансгаз Югорск» (до 2009 года ООО «Тюменьтрансгаз»). 

## Инфраструктура
В посёлке имеются детский сад, школа, спортивный зал, дом культуры. В 2017 году открылся культурно-спортивный комплекс компании Газпром (начальник и тренер футбольной команды бывший профессиональный футболист Артёмов, Алексей Станиславович). Водоснабжение посёлка осуществляется из артезианского источника. Имеется вертолётная площадка. Регулярное автобусное сообщение с Надымом.